# Dipodium elegantulum
Dipodium elegantulum là một loài lan bản địa của Úc.

## Hình ảnh

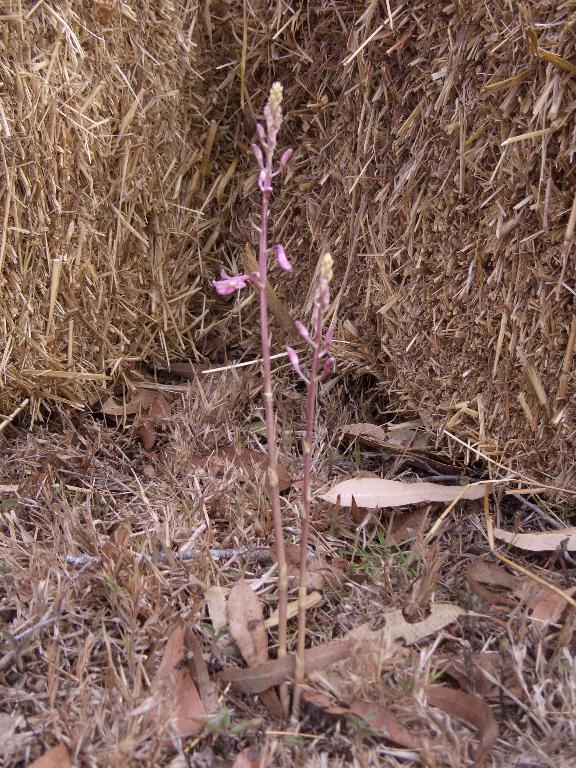
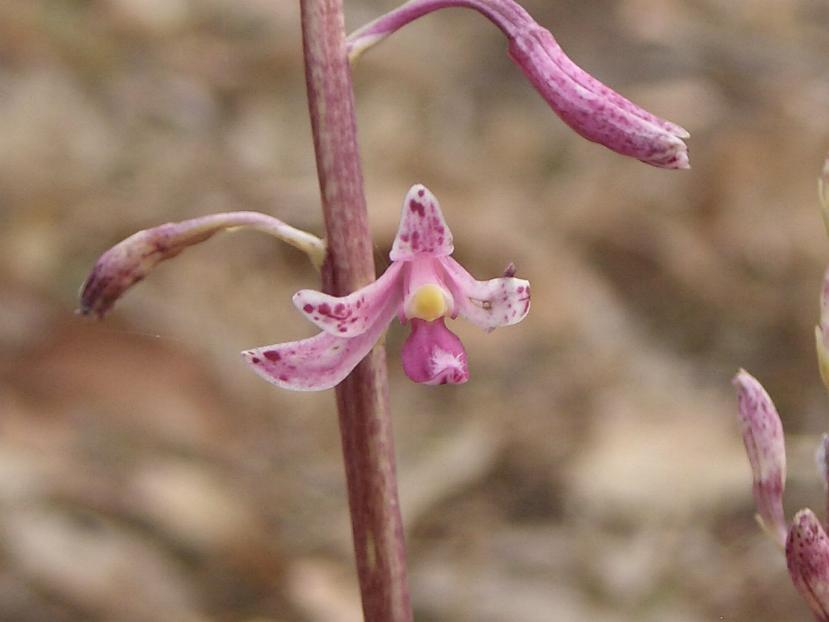
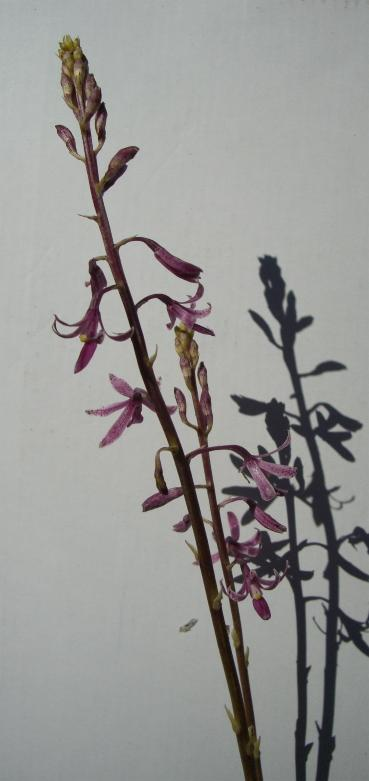
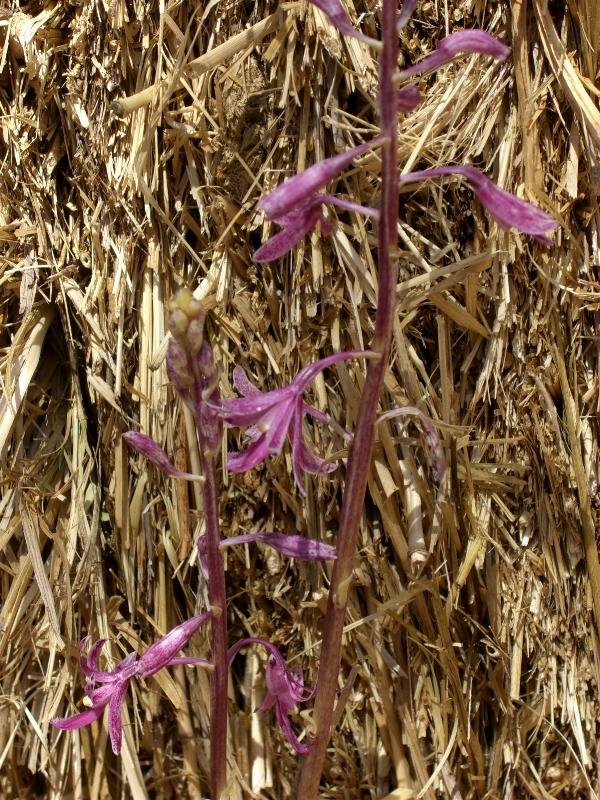